# Еврейска Франция
„Еврейска Франция“ (на френски: La France juive) е антисемитска книга от Едуар Дрюмон.
В обем от 1200 страници, книгата е публикувана от автора за първи път в 2 тома през 1886 г. от издателствата „Марпон“ и „Фламарион“. Жъне голям успех и е силно коментирана в над 140 публикации през последвалите първото издание 2 години. През 1888 г. излиза друга популярна версия на „Еврейска Франция“ в 1 обобщен том.
„Еврейска Франция“ е определяна като енциклопедия на антисемитизма, тъй като в двутомната книга са изложени всички аргументи на идеологията - расови, религиозни и икономически. Авторът прибягва до нелепи описания на физическите характеристики на евреите, излага за пореден път популярните от Средновековието обвинения към тях за смъртта на Иисус Христос и критикува притежаваните от евреи банки, като тази на Ротшилд, обвинявани в прогермански чувства.
„Еврейска Франция“ има огромен успех, за една година търпи 114 издания и е сред най-продаваните френски книги в края на XIX век. Тя изиграва важна роля за разрастването на антисемитизма в навечерието на Делото Драйфус. Няколко години по-късно националистът Морис Барес приписва на Дрюмон и неговата книга „подмладяването“ на антисемитизма, който преди това е „само позорна традиция на старата Франция“, респективно - на стария ред.